# Vachellia karroo
Vachellia karroo (Hayne) Banfi & Galasso è una pianta della famiglia delle Fabacee.

## Descrizione
Gli alberi sono in genere sottili e alti 4-8 metri. La corteccia liscia è marrone scuro tendente al nero sul tronco, e spesso ha una sfumatura arancione quando è giovane.
Le foglie sono alternate, bipennate, 3-6 x 2–3 cm con 2-6 paia di pinne, ciascuna con 8-20 paia di foglioline verdi, lisce, di media grandezza (di 4-7 x 1.5–3 mm).
Caratteristica fondamentale è la presenza di spine biancastre con punti marroni, associate ai nodi; sono lunghe 2–5 cm. 
Fiori gialli appena odorosi in capolini sferici di 1 cm raccolti in numero di 4-6, raggruppati alla fine dei ramoscelli. 
Essendo una leguminosa forma baccelli, i quali si presentano lisci e sottili,  pendenti in fasci.  I semi  sono verde-marrone di forma ellittica e compressa di dimensioni 5-8 x 3–5 mm.

## Distribuzione e habitat
La specie è ampiamente diffusa nella parte centro-meridionale dell'Africa (Angola, Botswana, Lesotho, Malawi, Mozambico, Namibia, Sudafrica, Swaziland, Zambia, Zimbabwe).
È stata introdotta come pianta ornamentale in varie parti del modo e spesso si è naturalizzata. Segnalata per la prima volta in Italia (Palermo) nel 1959, attualmente risulta naturalizzata in Sicilia, Calabria, Puglia e Campania, occasionale in Toscana e Lazio, mentre in Sardegna ha assunto i caratteri di specie invasiva.
È diffusa vicino boschi e boscaglia, su terreni argillosi. Trovata anche nel deserto e sulle dune di sabbia costiere.

## Usi
La mimosa spinosa può essere utilizzata per diversi scopi: il fogliame è impiegato come foraggio per il bestiame, per la concia, il legno è utilizzato come combustibile o per la costruzione di mobili e altri oggetti ornamentali.
Inoltre viene raccolta dall’albero una gomma color rosso oro utilizzata nelle industrie alimentari, farmaceutiche, della colla, del detergente, dell'inchiostro, della pittura e agrochimica, nonché per la ceramica per vetri.